# リンクシス
リンクシス（Linksys）は、1988年にアメリカで創業したネットワーク機器を取り扱うグローバルブランド。日本でもAmazonや家電量販店、Apple Storeで展開されている。

## 概要
1988年、米国カリフォルニア州で設立。家庭環境や中小企業などの小規模ネットワーク向けネットワーク機器を展開。1990年代～2000年代にかけ、米国のインターネット関連事業で最も成功している会社のひとつとされていた。同社のブロードバンドルータ、HUB、ワイヤレス製品は世界のトップブランドとなっている。また、米国国内で成長著しい企業上位500位をランキング形式で発表するInc.500という雑誌にも、1998年から2003年までの6年間のランクインを果たした高成長を遂げる企業である。
2003年にシスコシステムズに買収され、同社の傘下となったが、"Linksys"ブランドは維持された。本部はアーバイン（カリフォルニア州）。Charles H. Giancarloが2008年までCEOを務めた。
2013年にベルキンが買収。リンクシスは同社に吸収合併され、法人としては消滅したが、ベルキンの無線LANブランド名となった。その後、2018年に鴻海精密工業傘下のFoxconn Interconnect Technology（FIT）がBelkin Internationalを買収し、親会社となった。
2018年にはBelkin傘下のブランドとして日本再参入を果たした。これまでの無骨な印象のデザインを刷新し、シンプルでスタイリッシュなメッシュWiFiルーターに生まれ変わった。Apple Storeでは、AirMacシリーズの販売終了後、Velop AX4200シリーズの展開が始まった。メッシュ技術はVelop Intelligent Mesh Technology（ヴェロップ インテリジェント メッシュ テクノロジー）というリンクシスの独自技術である。
2021年にFortinetがリンクシスとの戦略的提携を発表。リモートワークを支援するHomeWrkソリューションの展開を開始する。その後Fortinetがリンクシスの51%の株式を持つ筆頭株主となり、FIT傘下となったベルキンの下を離れ、再度メーカーとして独立を果たした。

## 主力製品類
- WiFiルーター、メッシュシステム Intelligent Mesh 対応モデル（MX4200-JP、MX8400-JP、MX12600-JP、MX5300-JP、MX10600-JP、Atlas Pro 6 MX5501-JP、MX5502-JP、MX5503-JP、Atlas 6 MX2001-JP、MX2002-JP、MX2003-JP、WHW0101-JP、WHW0102-JP、WHW0103-JP、WHW0301-JP、WHW0302-JP、WHW0303-JP、MR7350-JP、MR9000X-JP、EasyMesh対応モデル（E7350-JP、E8450-JP、E9450-JP、E9452-JP）)
- ギガビットスイッチングハブ（LGS105-JP、LGS108-JP、LGS116-JP、LGS124-JP）
- 法人向けアクセスポイント（日本未展開）
- 5G CPE（日本未展開）